# Ana de Castro Osório
Ana de Castro Osório (Mangualde, 18 de juny de 1872 — Lisboa, 23 de març de 1935) va ser una escriptora dedicada especialment a la literatura infantil, editora, periodista, pedagoga, feminista i activista republicana portuguesa.

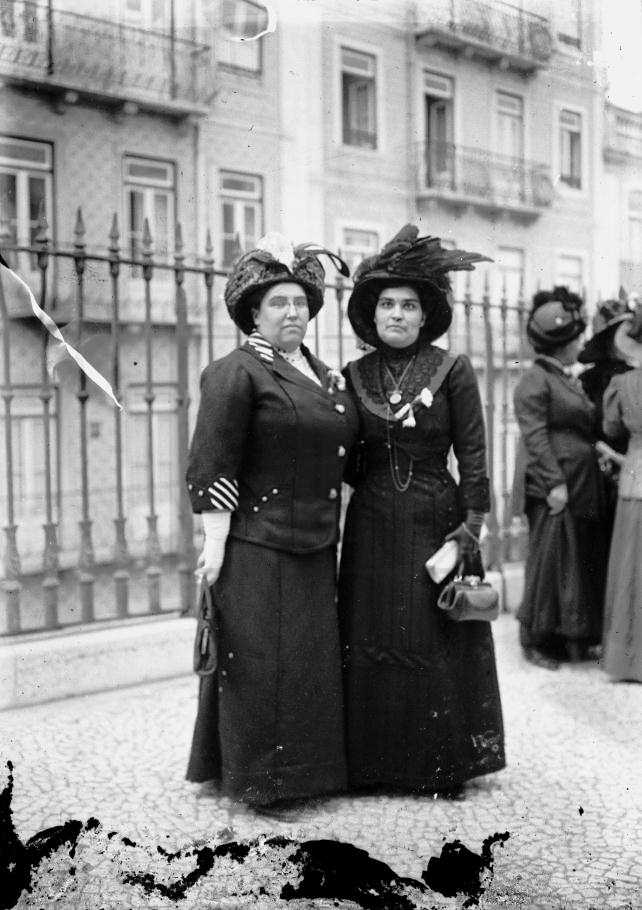
La llavors presidenta de la Lliga de sufragistes portugueses, Ana de Castro Osório (esquerra), al costat de Carolina Beatriz Ângelo (dreta), primera dona a posseir el dret al vot a Portugal (1911)

## Biografia
Filla del jutge i bibliògraf João Baptista de Castro i de Mariana Osório de Castro Cabral i Albuquerque, Ana de Castro Osório va ser pionera a Portugal en la lluita per la igualtat dels drets de l'home i la dona.
En 1895 la seva família sencera es va mudar a Setúbal, on va iniciar la seva trajectòria d'escriptora, tenint 23 anys. Es va casar el 10 de març de 1898, a l'Església de Nossa Senhora da Anunciada, amb el poeta Francisco Paulino Gomes d'Oliveira, membre del Partit Republicà Portuguès. D'aquest matrimoni van néixer els seus fills João de Castro Osório i Oliveira (1899-1970), que es dedicarà a les lletres i d'adult com doctrinador polític conservador en la dècada de 1920, i José Osório de Castro i Oliveira (1900-1964), que va exercir com a escriptor. Ana de Castro Osório es va apropar a la ideologia del seu marit, tenint, després de la instauració de la República, col·laboració amb el ministre de Justícia Afonso Costa, en l'elaboració de la Llei de divorci.
En 1911, en ser nomenat Paulino d'Oliveira com a cònsol de Portugal en São Paulo, Ana va passar a residir a Brasil, on es va mantenir fins a la mort del seu marit, al març de 1914, víctima de la tuberculosi. De retorn a Portugal, va fixar la seva residència a Lisboa, a la casa on vivia la seva família. A partir d'aquest moment va començar a escriure respecte a la intervenció de Portugal en la Primera Guerra Mundial, mantenint una postura defensiva d'aquesta.
Ana de Castro Osório va morir a Lisboa el 23 de març de 1935, a 62 anys.

## Pionera feminista, literària i maçònica a Portugal
Castro Osório va escriure en 1905 Mulheres Portugueses, el primer manifest feminista portuguès.
En 1915 va ser escollida com a delegada de la Càmera Municipal de Cuba al Congrés Municipalista d'Évora on va presentar la seva tesi "La Dona en l'Agricultura, en les Indústries Regionals i en l'Administració Municipal". A l'any següent va ser nomenada per ministre de Treball de Portugal, António Maria da Silva, com a sotsinspectora dels Treballs Tècnics Femenins.
Va ser una de les fundadores de: Grup Português de Estudos Feministas en 1907, de la Liga Republicana das Mulheres Portuguesas en 1909, de la Associação de Propaganda Feminista en 1912, de la Comissão Feminina «Pela Pátria» en 1916, a partir de la qual es va formar, en el mateix any, la Cruzada das Mulheres Portuguesas.
Castro Osório, sensibilitzada per l'obra pedagògica de compatriotes feministes com Alice Pestana, va dedicar part de la seva vida a la literatura infantil. Destaca la seva sèrie de contes infantils Para as crianças que va publicar entre 1897 i 1935, en Setúbal, en fascicles.
Va ser membre de l'obediència maçònica Gran Orienti Lusitano.

## Algunes obres

### Literatura infantil
- En la col·lecció "Per a as crianças":
  - Contos tradicionais portugueses, 10 volums
  - Contos de Grimm (traducció de l'alemany)
  - Alma infantil
  - Animais, 1903
  - Boes crianças
  - Histórias escolhidas (traducció de l'alemany)

#### Teatre Infantil
- A comédia da Lili, 1903
- Um sermão do sr. Cura, 1907

### Narrativa
- Infelizes: histórias vividas, 1892
- Quatro Novelas, 1908
- Ambiçõés: romance. Lisboa, Guimarãés Libânio, 1903.[4]
- Bem prega Frei Tomás (comèdia), 1905

### Assaig
- En "A Bem da Pátria"
  - As mãés devem amamentar seus filhos
  - A educação da criança pela mulher
- A Grande Aliança: A Minha Propaganda no Brasil. Lisboa: Ed. Lusitania, 1890.[5]
- A Garrett no seu primeiro centenário, 1899
- A nossa homenagem a Bocage, 1905
- A minha Pátria
- A mulher no casamento e no divórcio, 1911.[6]
- Às mulheres portuguesas. Lisboa: Viúva Tavares Cardoso, 1905.[7]